# زایدرواده
زایدرواده (به هلندی: Zuiderwoude) یک منطقهٔ مسکونی در هلند است که در Waterland واقع شده‌است. زایدرواده ۶۵۹ کیلومتر مربع مساحت و ۳۰۰ نفر جمعیت دارد.